# Charlottetown

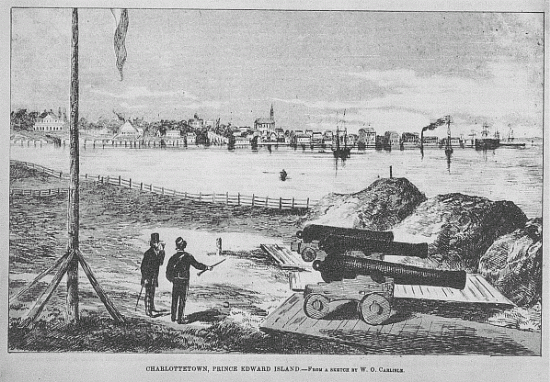
Charlottetown Ende des 19. Jahrhunderts, Canadian Illustrated News: Bd. VI, no. 3, [37]. Reproduktion v.Library and Archives Canadas Website

Charlottetown [ˈʃɑːrləttaʊn] ist eine Stadt in Kanada und Hauptstadt der Provinz Prince Edward Island. Sie liegt im Bezirk Queens County und zählt rund 36.000 Einwohner. Charlottetown wurde 1764 gegründet und nach der damaligen britischen Königin Sophie Charlotte von Mecklenburg-Strelitz benannt.

## Geographie
Charlottetown liegt am Charlottetown Harbour, einem natürlichen Hafen, der durch den Zusammenfluss der drei Flüsse Hillsborough, Yorke und Eliot gebildet wird. Durch eine zwei Kilometer lange und 500 m breite Meerenge ist der Hafen mit der Northumberlandstraße verbunden. Die Stadt befindet sich auf einer nach Süden zulaufenden Halbinsel, die im Westen durch den Yorke River und im Osten durch den Hillsborough River begrenzt wird.

## Geschichte
Das Gebiet um Charlottetown war ursprünglich von den Mi’kmaq besiedelt. Die ersten europäischen Siedler waren französische Soldaten aus Louisbourg, die 1720 im südwestlichen Teil des Hafens, gegenüber dem heutigen Stadtzentrum, die Festung Port-la-Joye errichteten. Während des Franzosen- und Indianerkriegs eroberten im August 1758 britische Truppen die kleine Siedlung und den Rest der Insel. Die Briten deportierten die französischen Siedler und errichteten an Stelle der verlassenen Siedlung das Fort Amherst.
Der Vermesser Samuel Holland wählte das Gebiet als Standort der Bezirksbehörden des künftigen Queens County. Ein Jahr später wurde die nach Sophie Charlotte von Mecklenburg-Strelitz benannte Siedlung Hauptstadt der damals noch als St. John’s Island bezeichneten Kolonie. Weitere Vermessungen legten 1768–1771 den Straßengrundriss und die Lage der öffentlichen Plätze fest. Am 17. November 1775 plünderten amerikanische Freibeuter während des Amerikanischen Unabhängigkeitskrieges die Stadt und nahmen mehrere Geiseln, die sie später freiließen.

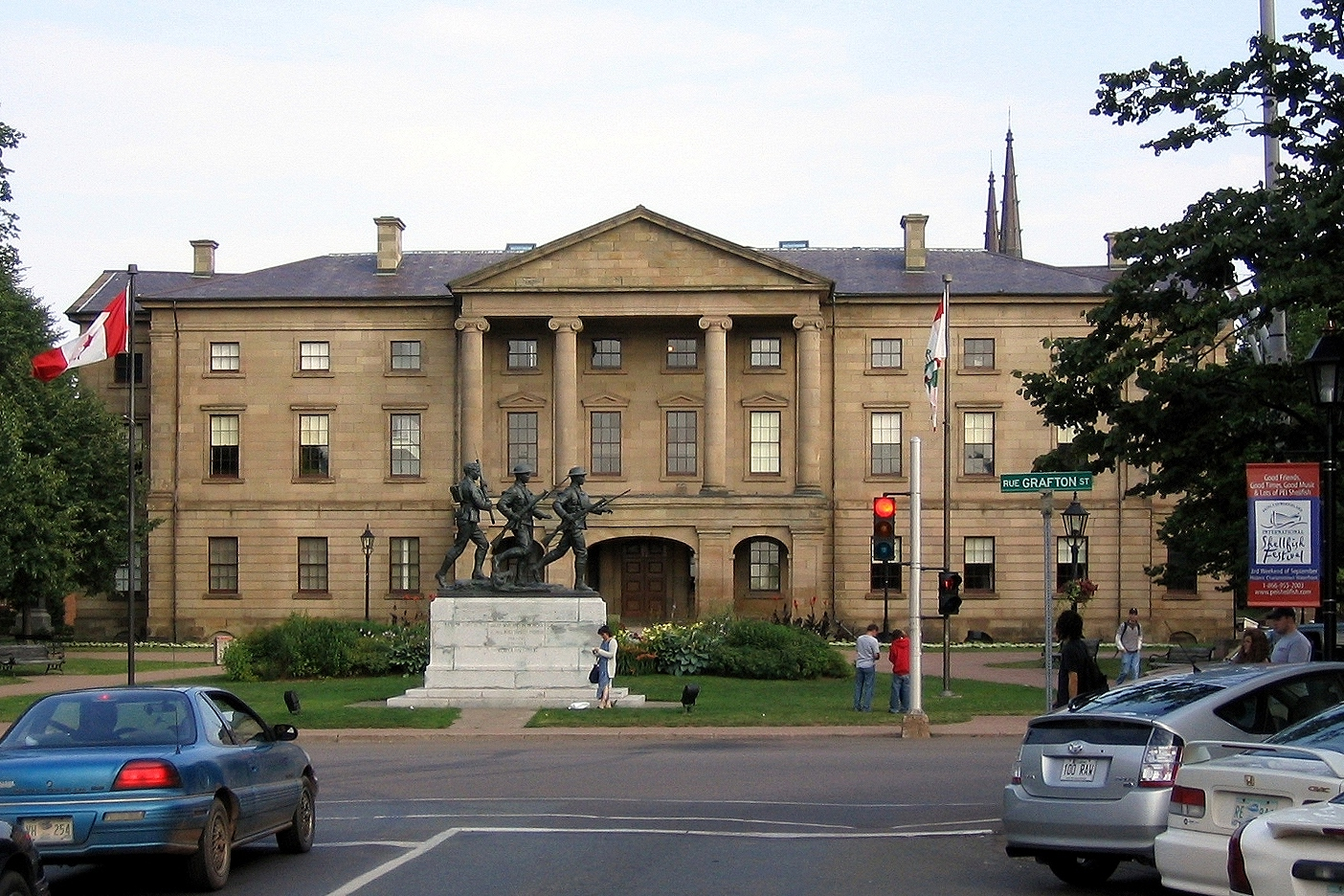
Province House

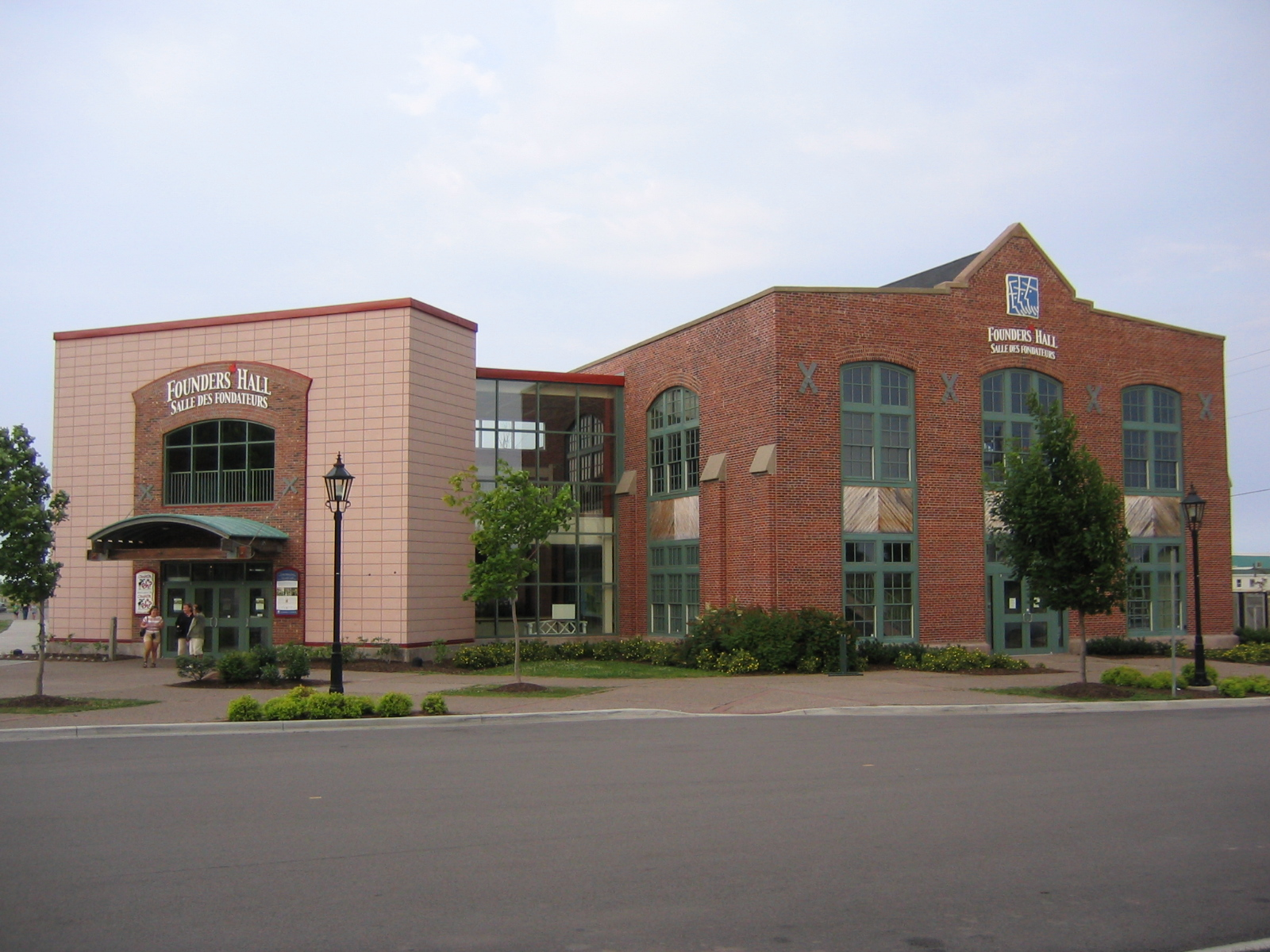
Founder’s Hall

1805 errichtete die britische Garnison eine Festung namens Fort Edward im westlichen Teil des Hafens. 1835 entstand das Government House als Amtssitz des Gouverneurs; heute residiert hier der Vizegouverneur. Zwischen 1845 und 1847 wurde das Parlamentsgebäude, das Province House errichtet. Am 17. April 1855 wurde Charlottetown, das damals rund 6500 Einwohner zählte, zu einer vom restlichen Bezirk eigenständigen Gemeinde erklärt.
Vom 1. bis 8. September 1864 fand hier die Charlottetown-Konferenz statt, an der über die künftige Kanadische Konföderation beraten wurde. Nachdem Charlottetown am 1. Juli 1873 mit dem Beitritt der Insel zu Kanada zu einer Provinzhauptstadt wurde, erhielt es 1885 die Stadtrechte.
1938 erfolgte die Eröffnung eines Luftwaffenstützpunktes der Royal Canadian Air Force, der 1946 zum Flughafen Charlottetown umfunktioniert wurde. In den Werften der Stadt wurden während des Zweiten Weltkriegs zahlreiche Kriegsschiffe repariert und gewartet.
1969 entstand durch die Vereinigung zweier bestehender Hochschulen die University of Prince Edward Island. Das kanadische Ministerium für Veteranen (Veterans Affairs Canada) verlegte 1983 im Rahmen eines Dezentralisierungsprogramms seinen Hauptsitz nach Charlottetown. Nachdem die Canadian National Railway 1989 sämtliche Eisenbahnlinien der Insel stillgelegt hatte, wurden die brachliegenden Bahnanlagen neuen Nutzungen zugeführt. 1995 fusionierte Charlottetown mit den Vorortsgemeinden Sherwood, Parkdale, Winsloe, West Royalty und East Royalty.
Am 25. Juli 2024 ging im nordöstlichen Vorort Marshfield ein ca. 100 g schwerer Meteorit nieder und zerplatzte auf dem Gehweg eines privaten Anwesens. Der Vorgang wurde von einer Überwachungskamera in Bild und Ton festgehalten. Der Meteorit ist inzwischen mit der Bezeichnung Charlottetown offiziell bestätigt.

## Klima
|                        | Jan   | Feb   | Mär  | Apr  | Mai  | Jun  | Jul  | Aug  | Sep  | Okt   | Nov   | Dez   |   |         |
| Mittl. Temperatur (°C) | −7,5  | −7,3  | −2,8 | 3,1  | 9,6  | 14,9 | 18,9 | 18,6 | 14,0 | 8,4   | 2,9   | −3,9  | ⌀ | 5,8     |
| Mittl. Tagesmax. (°C)  | −3,4  | −3,2  | 0,9  | 6,8  | 14,2 | 19,4 | 23,2 | 22,8 | 17,9 | 11,9  | 5,9   | −0,2  | ⌀ | 9,7     |
| Mittl. Tagesmin. (°C)  | −11,6 | −11,3 | −6,5 | −0,7 | 4,9  | 10,4 | 14,6 | 14,4 | 9,9  | 4,9   | −0,1  | −7,6  | ⌀ | 1,8     |
|                        |       |       |      |      |      |      |      |      |      |       |       |       |   |         |
| Niederschlag (mm)      | 102,4 | 84,9  | 86,4 | 88,9 | 99,3 | 85,7 | 84,0 | 94,7 | 94,2 | 114,1 | 116,6 | 120,6 | Σ | 1.171,8 |
|                        |       |       |      |      |      |      |      |      |      |       |       |       |   |         |
| Sonnenstunden (h/d)    | 3,4   | 4,1   | 4,6  | 5,0  | 6,4  | 7,5  | 8,0  | 7,2  | 5,9  | 4,0   | 2,6   | 2,4   | ⌀ | 5,1     |
|                        |       |       |      |      |      |      |      |      |      |       |       |       |   |         |
| Regentage (d)          | 17,1  | 14,8  | 15,1 | 14,1 | 15,2 | 13,4 | 12,8 | 13,1 | 13,5 | 15,8  | 17,2  | 20,1  | Σ | 182,2   |

| −11,6 |

| −11,3 |

| −6,5 |

| −0,7 |

| 4,9 |

| 10,4 |

| 14,6 |

| 14,4 |

| 9,9 |

| 4,9 |

| −0,1 |

| −7,6 |

| −11,6 |

| −11,3 |

| −6,5 |

| −0,7 |

| 4,9 |

| 10,4 |

| 14,6 |

| 14,4 |

| 9,9 |

| 4,9 |

| −0,1 |

| −7,6 |

| N i e d e r s c h l a g | 102,4 | 84,9 | 86,4 | 88,9 | 99,3 | 85,7 | 84,0 | 94,7 | 94,2 | 114,1 | 116,6 | 120,6 |
|                         | Jan   | Feb  | Mär  | Apr  | Mai  | Jun  | Jul  | Aug  | Sep  | Okt   | Nov   | Dez   |

## Wirtschaft

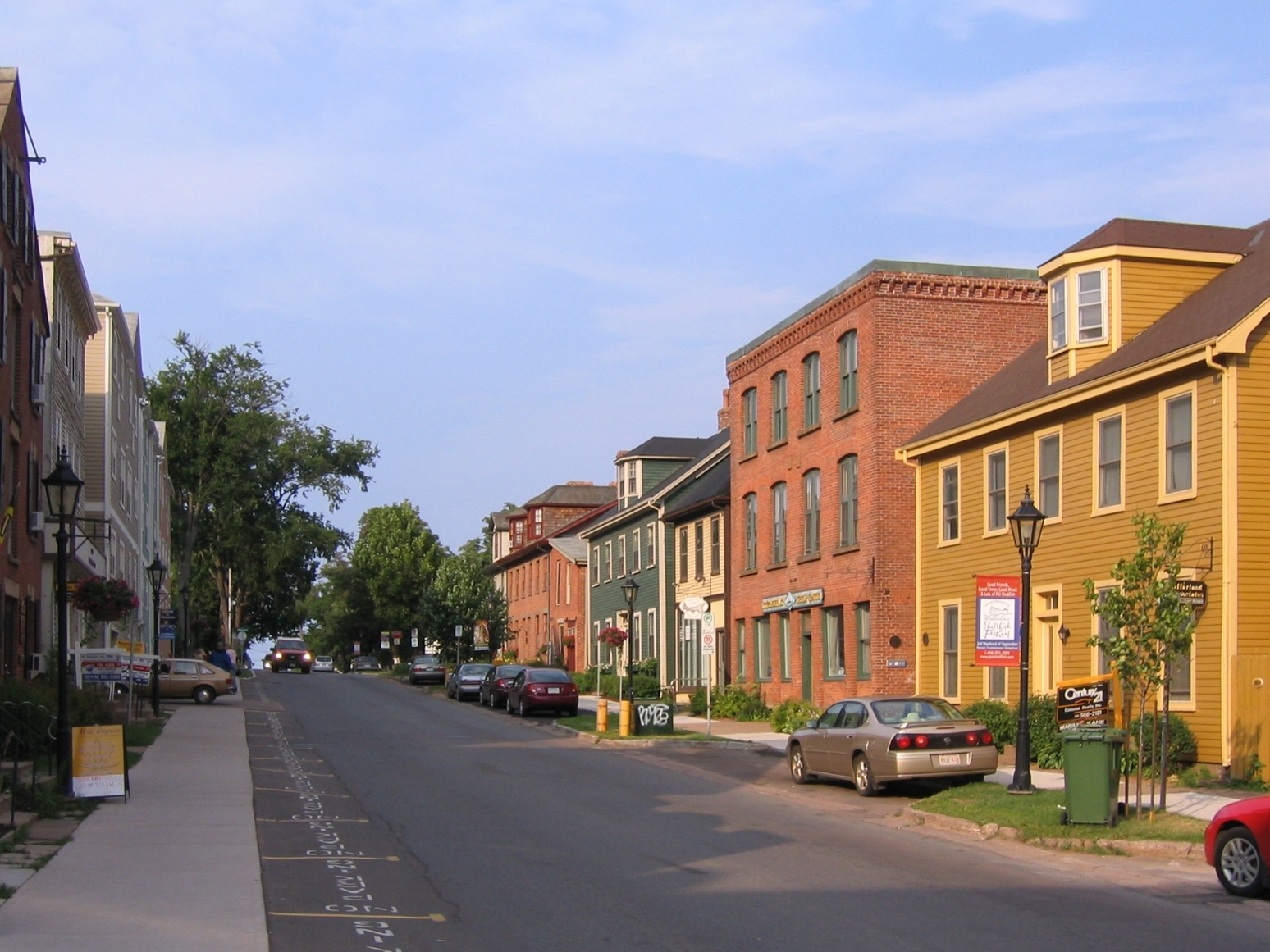
Ein Teil des Stadtzentrums

Die Wirtschaft Charlottetowns wird dominiert durch die staatliche Verwaltung. Die Provinz-, Bundes- und Stadtbehörden sind bedeutende Arbeitgeber ebenso das Gesundheits- und Bildungswesen. Die wichtigsten Industriezweige sind Nahrungsmittelindustrie und die Herstellung von Holzerzeugnissen, Stahlwaren und Wollwaren. Auch der Tourismus ist für die Stadt von Bedeutung, aufgrund zahlreicher sehenswerter Gebäude aus dem 19. Jahrhundert.

## Bildung und Kultur
In Charlottetown befinden sich die University of Prince Edward Island, das 1847 erbaute Province House, das Government House und das Museum Confederation Centre of the Arts. Charlottetown besitzt zwei Kathedralen, die römisch-katholische Kathedralbasilika St. Dunstan und die anglikanische St. Peter’s Cathedral. Das jährlich stattfindende Charlottetown Festival ist die größte Attraktion für den Fremdenverkehr der Insel. Bekannteste Sportmannschaft sind die Charlottetown Islanders, ein Eishockey-Juniorenteam, das seine Heimspiele im Charlottetown Civic Centre austrägt.
Rundfunksender:
- CFCY-FM, 95,1 MHz

## Verkehr
Durch die zentrale Lage in der Provinz entwickelte sich die Stadt zu einem Verkehrsknoten. Ende des 20. Jahrhunderts wurden wichtige Straßenverbindungen fertiggestellt. Dazu gehören vor allem der Trans-Canada Highway, der auch die nördlichen Vororte mit dem Riverside Drive, der Hillsborough River Bridge, der North River Causeway/Bridge und der Confederation Bridge im Westen sowie dem Northumberland-Fährterminal im Osten verbindet. Route 2 ist der wichtigste Highway von Ost nach West und führt als Zubringer auf den Trans-Canada Highway.
Charlottetown Airport ist der einzige Flughafen der Provinz mit planmäßigen Flügen. Der Flughafen zählt 280.000 Passagiere jährlich. Er ist auch das Drehkreuz der Prince Edward Air. Das städtische Unternehmen T3 Transit ist der regionale Anbieter des Personennahverkehrs. Das Unternehmen betreibt zehn Routen in der Stadt.

## Persönlichkeiten
- Lemuel Owen (1822–1912), Reeder, Unternehmer und Politiker
- Albert Benjamin Simpson (1843–1919), presbyterianischer Pastor, Evangelist und Autor
- Louis Henry Davies (1845–1924), Richter und Politiker
- James Andrew Joseph McKenna (1862–1919), Jurist und Chefinspekteur der Indianeragenturen in Manitoba und in den Nordwest-Territorien
- Walter MacNutt (1910–1996), Organist, Komponist, Chorleiter und Musikpädagoge
- Ron Hastings (1936–2006), Theaterschauspieler
- Paul Thompson (* 1940), Theaterregisseur
- Thomas Michael McMillan (* 1945), Politiker
- Bob Stewart (1950–2017), Eishockeyspieler
- Al MacAdam (* 1952), Eishockeyspieler
- Bob MacMillan (* 1952), Eishockeyspieler
- Dave Cameron (* 1958), Eishockeyspieler und -trainer
- David MacEachern (* 1967), Bobsportler
- Robert Ghiz (* 1974), Politiker
- Drew MacIntyre (* 1983), Eishockeytorwart
- Martha MacIsaac (* 1984), Schauspielerin
- Logan MacMillan (* 1989), Eishockeyspieler
- Mark Arendz (* 1990), Para-Ski-nordisch-Sportler
- Ross Johnston (* 1994), Eishockeyspieler